# Lasioptera dombrovskajae
Lasioptera dombrovskajae är en tvåvingeart som beskrevs av Fedotova och Nikolai Vasilevich Kovalev 2005. Lasioptera dombrovskajae ingår i släktet Lasioptera och familjen gallmyggor. Inga underarter finns listade i Catalogue of Life.